# Čúhei Iwasaki
Čúhei Iwasaki (japonsky 岩﨑宙平, Iwasaki Čúhei; * 1987 Tokio) je japonský dirigent působící v České republice.
Narodil se v Japonsku, kde se také věnoval hudbě. Jako šéfdirigent Plzeňské filharmonie působí od roku 2020, spolupracuje i s orchestry v Ostravě a Opavě. Spolupracuje s Hudebním divadlem Karlín, kde získal své první angažmá.